# Banca (Vaslui)
Banca es una comuna ubicada en el distrito de Vaslui, Rumania.

## Superficie
Posee una superficie de 104,4 kilómetros cuadrados.

## Demografía
Hasta 2021 la población era de 4991 habitantes, con una densidad de población de 47,81 habitantes por kilómetro cuadrado.